# 埃库尔
埃库尔（法語：Hécourt，法語發音：[ekuʁ]）是法国厄尔省的一个市镇，属于埃夫勒区。

## 地理
埃库尔（48°58'42"N, 1°25'17"E）面积7.73 平方千米，位于法国诺曼底大区厄尔省，该省份为法国北部内陆省份，北起滨海塞纳省，西接奧恩省和卡爾瓦多斯省，南至厄尔-卢瓦省，东临瓦兹省、瓦兹河谷省和伊夫林省。
与埃库尔接壤的市镇（或旧市镇、城区）包括：艾格勒维尔、布勒伊蓬、谢涅、凡镇、加当库尔、默雷、厄尔河畔帕西。

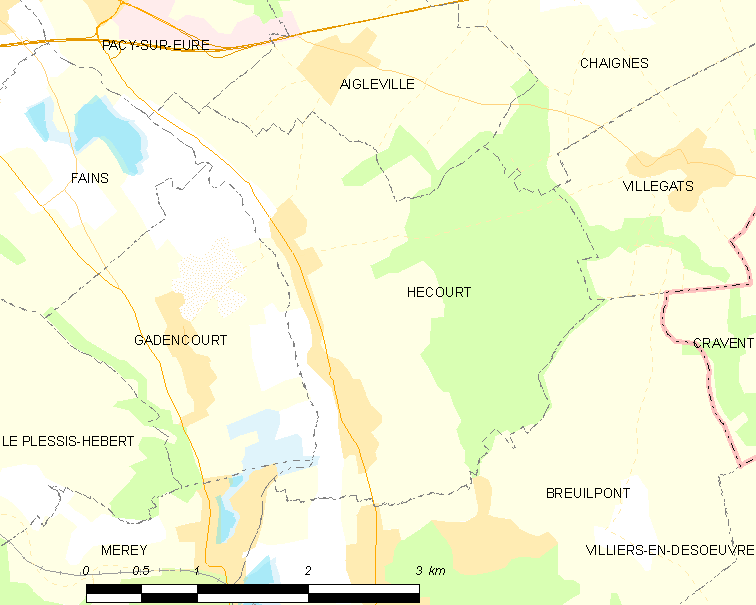
埃库尔的OSM定位图

埃库尔的时区为UTC+01:00、UTC+02:00（夏令时）。

## 行政
埃库尔的邮政编码为27120，INSEE市镇编码为27326。

## 政治
埃库尔所属的省级选区为厄尔河畔帕西县。

## 人口

1962-2008年间埃库尔人口变化图示

埃库尔于2022年1月1日时的人口数量为318人。